# Дамьянович, Саня
Саня Дамьянович (серб. Sanja Damjanović / Сања Дамјановић; род. 5 июня 1972, Никшич) — черногорский физик и государственный деятель, министр науки Черногории (2016—2020).

## Биография
Окончила школу в 1991 году и Белградский университет в 1995 году, защитила магистерскую диссертацию на тему физики элементарных частиц и гравитации. Работала помощником преподавателя в университете Черногории в 1997—1998 годах. В 1999 году начала писать докторскую диссертацию под руководством выдающегося физика Ганса-Йоахима Шпехта, бывшего руководителя Института тяжёлых ионов, в Гейдельбергском университете Рупрехта и Карла — тема «Образование электронных пар при столкновениях ионов свинца и золота при 40 АГэВ» на основе эксперимента в Протонном суперсинхротроне в ЦЕРН с помощью кольцевого электронного спектрометра Черенкова (CERES/NA45-2). В 2002 году получила докторскую степень с отличием magna cum laude.
В 2003 году продолжила постдокторскую работу в ЦЕРН, осуществляя сотрудничество с Гейдельбергским университетом и Институтом тяжёлых ионов в эксперименте NA60, целью которого было получение быстрых димуонов и очарованных кварков с помощью пучков протонов и тяжёлых ионов. В 2006 году стала соучастником ЦЕРН, в 2009 году — научным помощником в программах фундаментальных исследований, экспериментальной физики и экспериментов по столкновению высокоэнергетических атомных ядер, участник прикладных исследований в полях высокой радиации, создаваемых лучами частиц на высоки ускорениях. В 2007 году помогла заключить международное соглашение между Черногорией и ЦЕРН.
В 2014 году вернулась в Дармштадт в состав рабочей группы по обнаружению радиации и диагностике в отделе ускорителей в Институте тяжёлых ионов, в 2015 году снова направлена в ЦЕРН. Автор более 100 публикаций в научных журналах и сборниках конференций.
28 ноября 2016 года назначена министром науки Черногории в правительстве Черногории от Демократической партии социалистов Черногории под руководством Душко Марковича. Покинула пост 4 декабря 2020 года.